# Астахов, Евгений Михайлович
Евге́ний Миха́йлович Аста́хов (род. 9 марта 1937) — советский, российский дипломат. Чрезвычайный и полномочный посол (1992).

## Биография
Окончил Московский государственный институт международных отношений (МГИМО) МИД СССР (1965) и Дипломатическую академию МИД СССР (1977). 
Владеет испанским, португальским, английским и французским языками. Кандидат исторических наук.  
На дипломатической работе с 1965 года.
- Работал на различных дипломатических должностях в центральном аппарате МИД СССР и за рубежом.
- В 1985—1990 годах — советник-посланник посольства СССР в Испании.
- С 14 августа 1990 по 24 октября 1995 года — чрезвычайный и полномочный посол СССР, затем Российской Федерации в Никарагуа[1][2].
- С 15 февраля 1991 по 24 октября 1995 года — чрезвычайный и полномочный посол СССР, затем Российской Федерации в Гондурасе по совместительству[3][2].
- С 16 декабря 1992 по 24 октября 1995 года — чрезвычайный и полномочный посол Российской Федерации в Сальвадоре по совместительству[4][2].
- В 1995—1999 годах — первый заместитель директора Латиноамериканского департамента МИД России.
- С 13 апреля 1999 по 31 июля 2000 года — чрезвычайный и полномочный посол Российской Федерации в Уругвае[5][6].
- С 9 августа 1999 по 31 июля 2000 года — наблюдатель Российской Федерации при Комитете представителей Латиноамериканской ассоциации интеграции по совместительству[7][6].
- С 22 августа 2000 по 13 июля 2004 года — чрезвычайный и полномочный посол Российской Федерации в Аргентине и Парагвае по совместительству[8][9][10].

С 2004 года — в отставке, на пенсии.
После отставки — профессор кафедры дипломатии МГИМО.

## Научная деятельность
Является автором публикаций в российских и зарубежных научных журналах по проблематике отношений России с Европейским Союзом, с латиноамериканскими странами, европейской безопасности, диалога цивилизаций, культурной дипломатии, работы с соотечественниками.
Автор специального исследования о дипломатическом сопровождении бизнеса.
Читает лекции по дипломатии в Университетском центре Сезар Ритц в Швейцарии.
Руководитель Ибероамериканского модуля повышения квалификации преподавателей и профориентации студентов и магистрантов МГИМО.

## Дипломатический ранг
- Чрезвычайный и полномочный посланник 1 класса (14 августа 1990)[12].
- Чрезвычайный и полномочный посол (19 октября 1992)[13].

## Семья
Женат, имеет дочь.

## Научные статьи и труды
- Астахов Е.М. Латиноамериканская проекция БРИКС /Е.М. Астахов // Ибероамериканские тетради. - 2016. - Вып. 1(11). - С.146
- Астахов Е.М. БРИКС: перспективы развития /Е.М. Астахов // Вестник МГИМО-Университета. - 2016. - №1 (46). - С. 42-51
- Астахов Е.М. BRICS: перспективы в современном мироустройстве / Е.М. Астахов // Латинская Америка. - 2016. - №1. - С.15-25
- Дипломатическая служба зарубежных стран: Учебник / Под ред. А.В. Торкунова, А.Н. Панова. - М.: Издательство "Аспект-Пресс", 2015. - 400 с.
- Астахов Е.М. БРИКС - новый полюс мировой экономики и политики / Е.М. Астахов // Ибероамериканские тетради. Вып. 1 / Отв. редактор А.А. Орлов. - М. : МГИМО-Университет, 2013. - С. 197-206.
- Астахов Е.М. О перспективах экономического сотрудничества России с Латино-Карибской Америкой / Е.М. Астахов // Ибероамериканские тетради. Вып. 1 / Отв. редактор А.А. Орлов. - М. : МГИМО-Университет, 2013. - С. 206-212.